# 富士紡ホールディングス
富士紡ホールディングス株式会社（ふじぼうホールディングス、英称：Fujibo Holdings Inc.）は、東京都中央区に本社を置き、紡績業、化学工業などの事業を行う傘下企業の管理を行う持株会社である。
前身は1896年（明治29年）3月に創業された富士紡績株式会社であり六大紡の一社であった。2005年9月に主要事業を会社分割して持株会社に移行するとともに現社名に改称した。
傘下の株式会社フジボウアパレルは、B.V.D.ブランド製品の企画・製造・販売をしていることでも知られる。

## 沿革
- 1896年（明治29年）3月 - 富士紡績株式会社が設立される。
- 1898年（明治31年）9月 - 静岡県駿東郡に建設した小山工場で操業を開始する。
- 1903年（明治36年）- 日本絹綿紡績(元・屑繭紡績)を買収し[3]、神奈川県都筑郡西谷村の保土ヶ谷工場立地とする[4][5]（1945年に空襲を受け操業停止）。
- 1906年（明治39年）9月 - 東京瓦斯紡績株式会社（1896年創業、初代社長・前川太郎兵衛（2代目））を合併し、社名を富士瓦斯紡績株式会社に変更。
- 1910年（明治43年）2月 - 電気事業兼営を認可される。
- 1927年（昭和2年）5月 - 富士電力株式会社を設立し、電気事業の設備・権利を同社に譲渡
- 1930年（昭和5年）11月 - 川崎工場で争議。「煙突男」で有名になる。
- 1935年（昭和10年）12月 - 相模紡績（1916年に安部幸之助が創業）を合併[6]。同社は横浜の綿麻紡績会社を買収して平塚に創立された会社で、第一次世界大戦の好況の波に乗り、1918年には変電所（現・東電平塚変電所）を設けて富士紡績より電力の供給を受けて工場を電化、2万坪の敷地に従業員3000人余を抱えて好調であったが、1920年の戦後恐慌により赤字転落し、1921年に債権者の日比谷商店の日比谷長太郎（日比谷平左衛門の娘婿）が社長に就任したが、関東大震災で工場が全壊し、社長を含め多くの圧死者を出すなど壊滅的な打撃を受け、富士紡に吸収されるに至った[7]。
- 1942年（昭和17年）- 既に発布されていた「配電統制令」に伴って設立された9配電会社に電気事業が吸収され、富士電力は解散する。
- 1943年（昭和18年）- 戦争の影響で帝国製糸の資産譲渡を受ける。
- 1945年（昭和20年）12月 - 社名を富士紡績株式会社に変更する。
- 1949年（昭和24年）
  - 2月 - 政令により帝国製糸の資産を返還
  - 5月 - 東京証券取引所及び大阪証券取引所に株式上場
- 1950年（昭和25年）8月 - 柳井化学工業株式会社を設立。
- 1951年（昭和26年）10月 - 小坂井工場を新設。
- 1953年（昭和28年）9月13日 - 小山工場の敷地内で土砂災害。従業員9人が生き埋めとなり、1人が行方不明[8]。
- 1972年（昭和47年）4月 - 和歌山工場を新設。
- 1973年（昭和48年）- 英国コーツ・ペイトンから帝国製糸を買収する。
- 1975年（昭和50年）12月 - 株式会社フジボウアパレルを設立する。
- 1976年（昭和51年）4月 - アメリカB.V.D.社とライセンス契約を締結する。
- 1977年（昭和52年）6月 - 壬生川工場を分離して、フジボウ愛媛株式会社を設立。
- 1979年（昭和54年）7月 - 小坂井工場を分離して、フジボウ小坂井株式会社を設立。
- 1981年（昭和56年）4月 - 株式会社高田フジボウアパレル（2002年解散）、株式会社敦賀フジボウアパレル及び株式会社サドソーイング（2017年解散）を設立。
- 1984年（昭和59年）12月 - 和歌山工場を分離して、フジボウ和歌山株式会社を設立。
- 1985年（昭和60年）1月 - 株式会社中津フジボウアパレルを設立。
- 1995年（平成7年）
  - 9月 - フジボウ電子株式会社を設立（2014年解散）。
  - 12月 - フジボウ小坂井株式会社を合併。
- 2005年（平成17年）
  - 5月 - フジボウ小山がフジボウテキスタイル株式会社に商号を変更。
  - 7月 - フジボウテキスタイルがフジボウ和歌山を合併。
  - 9月 - 主要事業を会社分割し、フジボウファイバー株式会社及びフジボウ小坂井株式会社を設立するとともに、持株会社に移行して富士紡ホールディングス株式会社に社名を変更。
  - 12月 - 中津フジボウアパレルが敦賀フジボウアパレルを合併し、株式会社フジボウソーイングに社名を変更。
- 2007年（平成19年）9月 - フジボウテキスタイルが繊維製品事業をフジボウアパレルに吸収分割。残った繊維素材事業はフジボウファイバーが合併し、フジボウテキスタイル株式会社に社名を変更。
- 2012年（平成24年）
  - 7月 - アングル・ミユキ株式会社を完全子会社化し、アングル株式会社に社名を変更する。
  - 10月 - フジボウ愛媛株式会社がフジボウ小坂井株式会社と合併する。

- 2019年（平成31年）4月 - フジボウアパレルがフジボウトレーディングを吸収合併。
- 2020年（令和2年）10月 - フジボウアパレルがアングルを吸収合併。
- 2021年（令和3年）1月 - フジボウテキスタイルがフジボウ愛媛の繊維事業を吸収分割により承継。

## 主要グループ企業
- フジボウテキスタイル株式会社
- 株式会社フジボウアパレル
- フジボウトレーディング株式会社
- アングル株式会社
- 柳井化学工業株式会社
- フジボウ愛媛株式会社
- 三泰貿易株式会社
- フジケミ株式会社

## 広報活動
- ナビっち（TBS平日20時前に放送の番宣番組。当社は火・水・金曜提供）
- オールナイトニッポン（ニッポン放送。協賛スポンサーとして参加していた。協賛アナウンスは「BVDフジボウ」）
- B.V.D. Presents TOKYO METROSEXUAL LIFE（文化放送、一社提供番組。途中降板）
- BSフジLIVE プライムニュース（BSフジ）
- やべっちFC（テレビ朝日制作の全国ネット番組。2011年度内に不定期PTとして提供していた）
- たかじん胸いっぱい（関西テレビ。2011年度頃に提供）
- フジサンケイクラシック（第1回・1973年にBVD杯として開催）
- 2000年頃、プロレスラーの武藤敬司と蝶野正洋（当時は共に新日本プロレス所属）が合い対峙して取っ組み合う演出のアンダーシャツのCMがあった。当時B.V.D.は新日本プロレスのスポンサーとしてリングに広告を出していた。